# Dianna Cilliers
Dianna Cilliers (Città del Capo, 1959) è una costumista sudafricana.
È stata accreditata anche come Diana Cillers o Diana Cilliers. 

## Biografia
Dianna Cilliers nacque a Città del Capo in Sudafrica, andando a vivere a Pretoria per frequentare la scuola. Qui iniziò il suo amore per il teatro e le prime collaborazioni per curare la scenografia e i balletti del Breytenbach Theatre. Iniziò così a studiare design teatrale all'Università di Pretoria. Terminati gli studi ritornò a Città del Capo specializzandosi come costumista. Inizialmente lavorò per la Televisione africana ma ben presto le venne offerto di entrare nel mondo dell'industria del cinema. Nella sua lunga carriera ha lavorato ai costumi di oltre cento film e serie televisive, lavorando anche in ambito internazionale con gli stati confinanti al Sudafrica. Nel 2004 è stata candidata al Premio Gemini per i migliori costumi, per il fim Human Cargo. 

## Filmografia
- Jake Speed (1986)
- Il mistero di casa Usher (The House of Usher) (1988)
- Saxman (1989)
- Dieci piccoli indiani (Ten Little Indians) (1989)
- A Private Life - film TV (1989)
- Oddball Hall (1990)
- Incident at Victoria Falls - film TV (1991)
- Ritorno al mondo perduto (Return to the Lost World, 1992)
- Sherlock Holmes and the Leading Lady - film TV (1992)
- Bopha! (1993)
- Caduta libera (film) (Freefall) (1994)
- The Visual Bible: Acts (1994)
- Cyborg Cop II (1995)
- The Making of the Mahatma (1996)
- Mandela and de Klerk - film TV (1997)
- Paljas (1998)
- After the Rain (1999)
- Kin (film) (2000)
- Promised Land (film 2002) (2002)
- The Piano Player (2002)
- Borderline - Ossessione d'amore (Borderline) (2002)
- Proteus (2003)
- Charlie (2004)
- Critical Assignment (2004)
- King Solomon's Mines (serie televisiva) - film TV (2004)
- Red Dust (2004)
- Human Cargo - serie TV (2004)
- Charlie Jade - serie TV (2005)
- The Breed - La razza del male (The Breed) (2006)
- Krakatoa: The Last Days - film TV (2007)
- Paura primordiale (Primeval) (2007)
- Il colore della libertà - Goodbye Bafana (Goodbye Bafana) (2007)
- Starship Troopers 3 - L'arma segreta (Starship Troopers: Marauder) (2008)
- Love Shooting (The Deal) (2008)
- Il Re Scorpione 2 - Il destino di un guerriero (The Scorpion King 2: Rise of a Warrior) (2008)
- Disgrace (2008)
- I predatori della città perduta (Lost City Raiders) - film TV (2008)
- Crusoe – serie TV (2008-2009)
- The Three Investigators and the Secret of Terror Castle (2009)
- Natalee Holloway - film TV (2009)
- Ellas Geheimnis - film TV (2009)
- District 9 (2009)
- Themba (2010)
- The Lost Future - film TV (2010)
- Chronicle (2012)
- Dredd - Il giudice dell'apocalisse (Dredd) (2012)
- Die Wonderwerker (2012)
- The Girl - La diva di Hitchcock, regia di Julian Jarrold - film TV (2012)
- The Salvation, regia di Kristian Levring (2014)
- Young Ones - L'ultima generazione (Young Ones), regia di Jake Paltrow (2014)
- Humandroid (Chappie), regia di Neill Blomkamp (2015)